# بيري إدوارد سميث
بيري إدوارد سميث (بالإنجليزية: Perry Edward Smith)‏ هو عسكري أمريكي، ولد في 27 أكتوبر 1928 في Huntington, Nevada ‏ في الولايات المتحدة، وتوفي في 14 أبريل 1965 في لانسينغ في الولايات المتحدة بسبب شنق.

## وصلات خارجية
- بيري إدوارد سميث على موقع إن إن دي بي (الإنجليزية)